# セイシボク属
セイシボク属（セイシボクぞく、青紫木属、学名: Excoecaria）は、約40種からなるトウダイグサ科植物の属の一つ。本種は旧世界の熱帯地域原産である。
Thillai、milky mangrove、blind-your-eye mangrove、river poison treeとしても知られているシマシラキ Excoecaria agallochaの乳白色の樹液は有毒である。この植物のマングローブはインド、チダンバラムのナタラージャ寺院を囲んでいる。皮膚に付くと刺激および急速な水泡形成を引き起こす。目に付くと一時的に視力を失う。インドではチダンバラム近くのPichavaram湿地帯や、オーストラリアではニューサウスウェールズ州北部から北部の海岸を沿って西オーストラリア州までに分布している。乾燥して粉末にした葉でさえも非常に素早く魚を殺すことができる毒を含んでいる。

## シノニム
- Commia Lour.
- Glyphostylus Gagnep.